# Jeyawati
Jeyawati is een geslacht van ornithischische dinosauriërs behorend tot de groep van de Euornithopoda dat in het late Krijt leefde in het gebied van het huidige Noord-Amerika.

## Naamgeving en vondst
De typesoort Jeyawati rugoculus werd in 2010 benoemd door Andrew McDonald en beschreven door James Ian Kirkland en Douglas Wolfe. McDonald is wel naamgever maar geen auteur van het beschrijvende artikel waarmee hij indirect de soort benoemd. De geslachtsnaam is afgeleid van het Zoeni jeya/jeyu, "knarsen" en awati, "mond", een verwijzing naar de knarsentandende wijze van eten. De naam moet uitgesproken worden als "gejawattie". De soortaanduiding is afgeleid van het Latijnse rugare, "rimpelen" en oculus, "oog", en betekent zoiets als "rimpelogig", een verwijzing naar het rimpelige botoppervlak van een van de beenderen die de oogkas vormen.
Het fossiel, holotype MSM P4166, is in 1996 in het westen van New Mexico ontdekt door het achtjarige zoontje van Wolfe, Christopher James Wolfe, tezamen met Zuniceratops christopheri. Wolfe, zijn vrouw Hazel en Christopher hebben het fossiel verder opgegraven in lagen van de Moreno Hill-formatie, die stamt uit het middelste Turonien, 91 miljoen jaar geleden. Het bestaat uit een fragmentarische schedel. Daarnaast zijn er wat wervels en ribfragmenten gevonden.

## Beschrijving
Het fossiel is vanaf 2006 bestudeerd door McDonald als deel van zijn afstudeerproject bij de University of Nebraska. Het gaat om een volwassen of in ieder geval bijna volwassen individu. Slechts een klein deel van linkerkant van de schedel en onderkaken is bewaardgebleven: het dentarium van de onderkaak met tanden; een stukje van de achterkant van de praemaxilla; een groot driehoekig stuk van de maxilla met tanden; het quadratum met daaraan vooraan verbonden een stuk van het quadratojugale; een stuk van het voorhoofdbeen en het grootste stuk van het postorbitale. Het is het ruwe met bobbels bedekte oppervlak van dit laatste been dat aanleiding is geweest voor de soortaanduiding. Dit kenmerk vormt ook een autapomorfie, uniek afgeleid kenmerk, van de soort. Voor het postorbitale is ook het voorhoofdsbeen ruw. Mogelijkerwijs was bij het levende dier de bovenrand van de oogkas voorzien van hoornuitsteeksels. Ook een autapomorfie is de aanwezigheid van een grote opening voor een zenuwkanaal of een ader in de onderste tak van het postorbitale, die richting jukbeen loopt. De onderkaak is vrij hoog en kromt naar voren toe geleidelijk naar beneden. De hele schedel moet een kleine halve meter lang geweest zijn.

## Fylogenie
Een voorlopige fylogenetische analyse toonde aan dat Jeyawati een basale positie in de Hadrosauroidea innam, meer afgeleid dan Probactrosaurus, Eolambia en Protohadros, maar basaler dan Shuangmiaosaurus, Bactrosaurus en Telmatosaurus. De beschrijvers wijzen erop dat de ontwikkeling van de basale hadrosauroïden en hun geografische verspreiding in Noord-Amerika door de vondst wel iets is opgehelderd maar dat er nog veel van onduidelijk is doordat er geen vormen bekend zijn uit het late Turonien of het vroege Santonien.

## Levenswijze
Jeyawati was een planteneter. Verschillende soorten varens en naaldbomen zijn uit de formatie bekend. Volgens McDonald wijst het ruwe oppervlak van verschillende ribben erop dat ze tijdens het leven gebroken en weer geheeld zijn; hij zag dat als een teken van een hard leven.